# Vol National Airlines 102
Le vol National Airlines 102 (NCR102) était un vol cargo international, assuré par Boeing 747-400 de la National Airlines, qui s'est écrasé quelques instants après son décollage de la base aérienne de Bagram, le 29 avril 2013, tuant sur le coup les 7 membres d'équipage présents à bord.
L'enquête ultérieure a conclu qu'une cargaison mal arrimée s'est détachée pendant le décollage et s'est déplacée vers l'arrière de la soute cargo, traversant la cloison de pressurisation arrière et détruisant le système de commandes de vol arrière. L'avion s'est alors retrouvé avec une assiette à cabrer incontrôlable, conduisant à un décrochage à basse altitude et rendant toute récupération impossible pour les pilotes.

## Contexte

### Avion

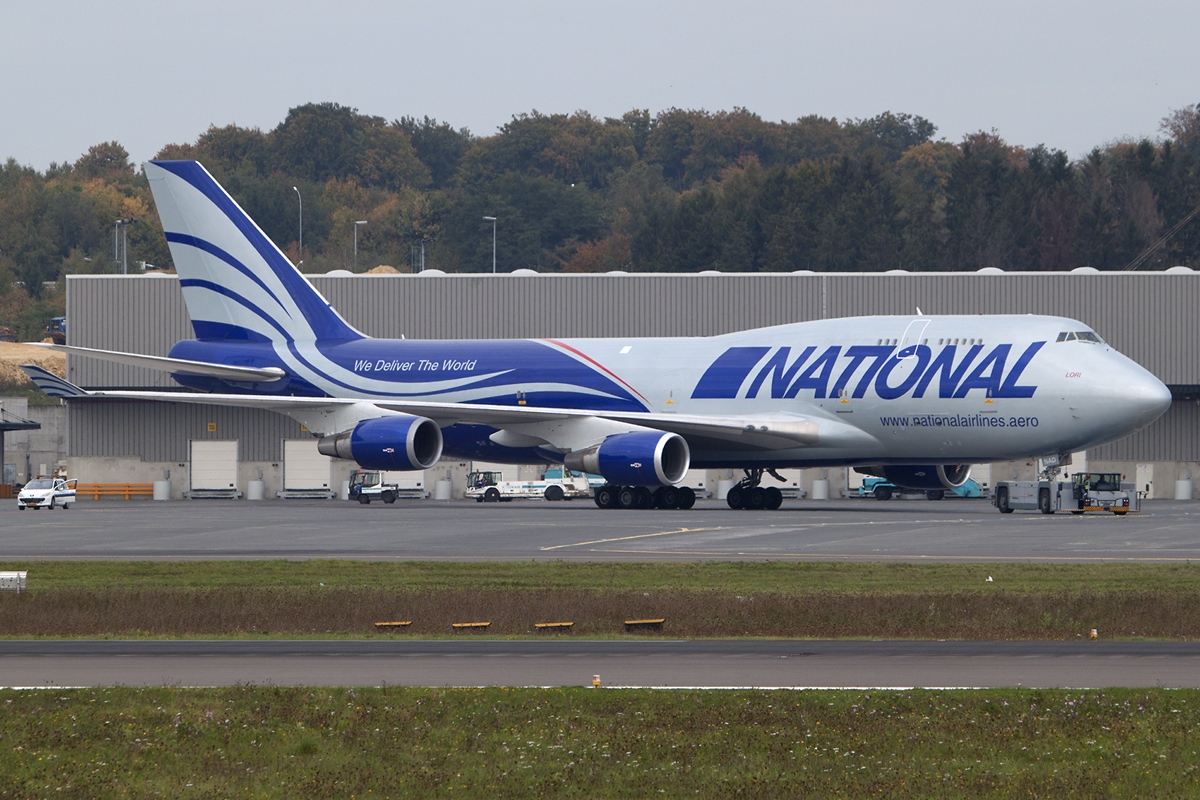
L'appareil impliqué dans l'accident, alors en service pour Air Atlanta Icelandic (TF-NAD), photographié en octobre 2010.

L'appareil impliqué était un Boeing 747-428BCF immatriculé N949CA (numéro de série 25630). Il a été construit en 1993, en tant qu'avion combi (passagers - cargo combiné), puis mis en service chez Air France sous l'immatriculation F-GISE, qui l'a exploité comme avion de passagers jusqu'en 2007, avant d'être modifié pour servir comme avion cargo chez Air France Cargo, et finalement vendu à National Airlines en 2010. 
Bien que l'avion était aux couleurs de National Airlines, il a cependant été opéré par Air Atlanta Icelandic, pour le compte de National Airlines (avec comme immatriculation TF-NAD), jusqu'en 2011. Jusqu'au jour de l'accident, le vol 102 volait au nom de la Air Mobility Command,.

### Équipage
Le commandant de bord est Brad Hasler (34 ans), qui travaille pour National Airlines depuis 2004. Il totalise 6 000 heures de vol à son actif, dont 440 heures sur Boeing 747. Le copilote est  Jamie Lee Brokaw (33 ans), qui travaille pour la compagnie aérienne depuis 2009 et totalise 1 100 heures de vol, dont 209 heures sur Boeing 747.
L'équipage de relève est composé du commandant de bord Jeremy Lipka (37 ans) et du copilote Rinku Shumman (32 ans). Le responsable de chargement est Michael Sheets (36 ans), qui travaille pour la compagnie aérienne depuis 2010. Deux mécaniciens, Gary Stockdale et Timothy "Tim" Garrett, tous deux âgés de 51 ans, étaient également présents à bord.

### Plan de vol initial
Le trajet de ce vol comprend quatre étapes. Il est tout d'abord parti de Châteauroux, puis a fait escale au Camp Bastion, où il a été chargé de 5 Cougar et 2 M-ATV. L'avion devait ensuite aller directement à Dubaï, mais la compagnie aérienne n'a pas eu la permission de survoler le Pakistan. Il a donc fait escale à Bagram, où a eu lieu l'accident, et devait finalement rejoindre Dubaï.

## Accident
Au moment de l'accident, la compagnie aérienne opérait depuis un mois entre Camp Bastion et Dubaï. Le vol 102 est parti du Camp Bastion, où il avait été chargé  avec cinq véhicules blindés lourds, et s'est arrêté à la base aérienne de Bagram pour faire le plein de carburant. 
L'avion a ensuite décollé de la piste 03 de Bagram à 15h30, heure locale, et montait à 1 200 pieds (370 m) lorsque le nez de l'appareil s'est fortement relevé. Il a ensuite décroché brusquement, s'est incliné vers la droite et s'est momentanément stabilisé juste avant l'impact avec le sol ; le 747 a alors explosé en une grosse boule de feu, endommageant presque les quelques  véhicules circulants à proximité de l'aéroport. 
Le lieu de l'accident se trouvait à l'extrémité de la piste 03, à l'intérieur de l'enceinte de l'aéroport. Les sept membres d'équipage, tous citoyens américains (quatre pilotes, deux mécaniciens et un responsable de chargement) sont tous morts dans l'accident ; personne sur le terrain n'a été blessé lors du crash.

Site de l'accident
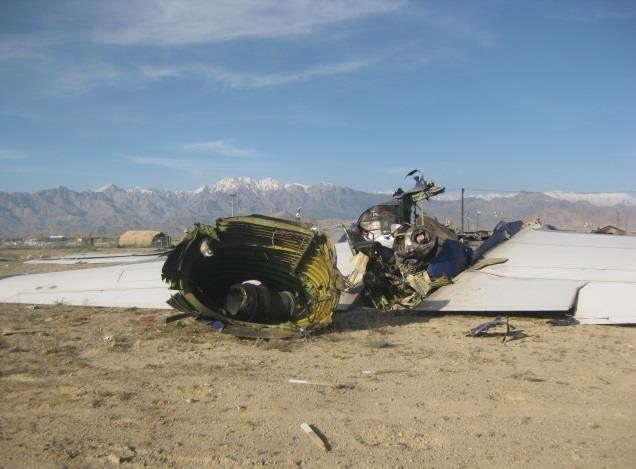
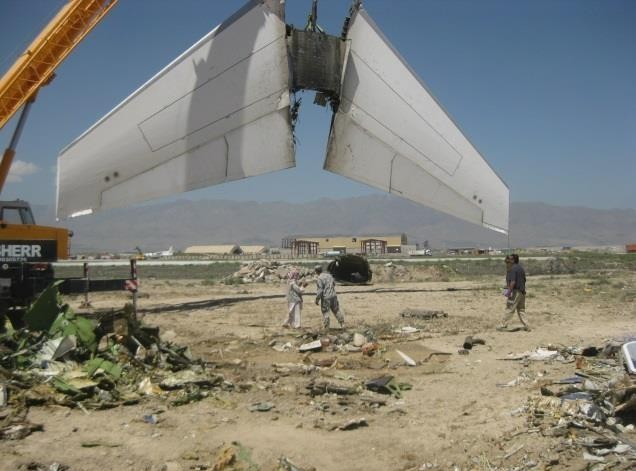

## Enquête
Le Conseil national de la sécurité des transports (National Transportation Safety Board, NTSB) et l'Autorité de l'aviation civile afghane (en) ont enquêté sur l’accident du vol 102. Le NTSB a rapporté, dans un communiqué de presse datant du 30 avril 2013, que des représentants de la Federal Aviation Administration (FAA) et du constructeur de l'avion, Boeing, fourniraient également une expertise technique et une aide complémentaire à l'enquête.

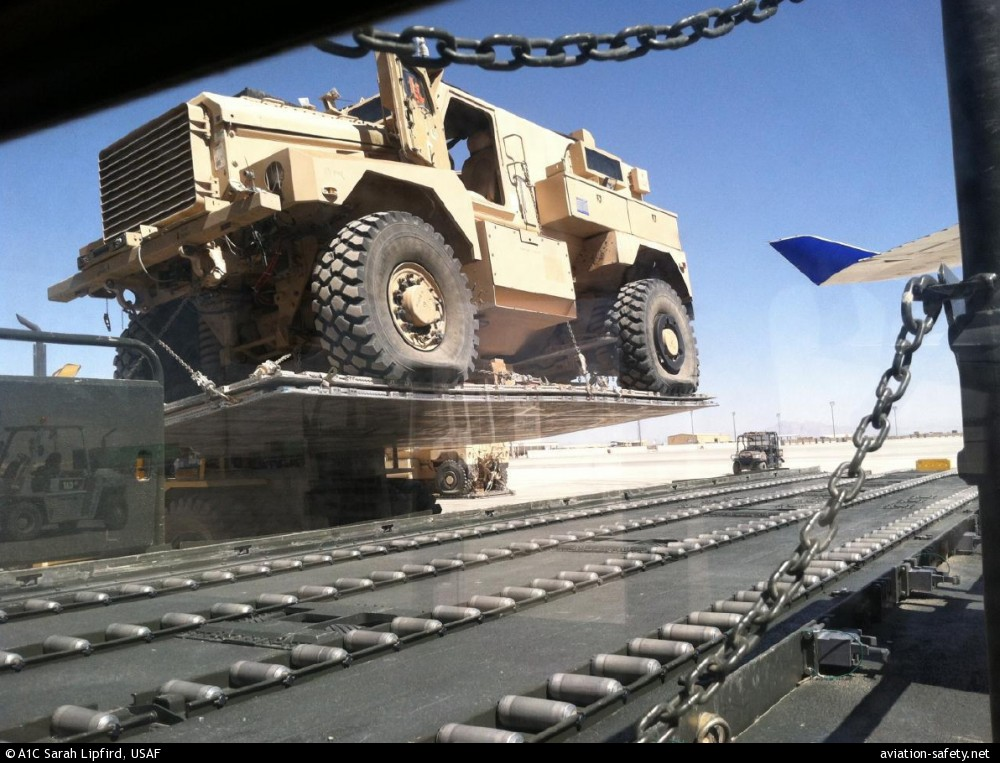
Photo prise le jour de l'accident, montrant un des MRAP chargé à bord du vol 102 à Camp Bastion.

Le 2 juin 2013, les enquêteurs ont confirmé l'hypothèse du déplacement de charge comme étant à l'origine de l'accident : le chargement de cinq véhicules anti-mines (MRAP) protégés contre les embuscades (3 véhicules blindés Cougar de 18t et 2 véhicules anti-mines M-ATV de 12t), totalisant 80 tonnes de charge en soute, n’a pas été correctement arrimé avant le décollage. 
Les sangles d'arrimage ont rompu sur l'un des véhicules au moment du décollage. Le véhicule le plus à l'arrière, un M-ATV, s'est détaché et s'est déplacé vers l'arrière, a heurté le support E8 qui abritait à la fois l'enregistreur phonique (CVR) et l'enregistreur de paramètres (FDR), entrainant l'arrêt de l'enregistrement des données de vol et des conversations dans le cockpit, puis a traversé la cloison de pressurisation arrière de l'avion, l'endommageant en grande partie. Il a également détruit plusieurs systèmes hydrauliques clés et gravement endommagé le mécanisme du stabilisateur horizontal, notamment en brisant le vérin qui permet de contrôler l'inclinaison du stabilisateur horizontal pendant le décollage. La perte des commandes hydrauliques, ainsi que du contrôle du stabilisateur, ont provoqué un cabrage impossible à corriger par l'équipage, amenant au décrochage fatal de l'appareil.
Le NTSB a déterminé que la cause probable de cet accident est l'utilisation de procédures inadéquates par National Airlines pour arrimer les chargements de fret spéciaux, ce qui a entraîné une évaluation inappropriée de la capacité de retenue de la cargaison par le responsable de chargement, Michael Sheets, combinée au fait que l'avion était chargé avec plus de véhicules lourds que ce qu'il pouvait transporter à bord en toute sécurité. 
L'une des principales recommandations à la suite de l'accident du vol 102 fut d'imposer une formation et une certification obligatoires à tous les membres du personnel chargé du fret embarqué à bord des avions cargo.

## Médias
L'accident a fait l'objet d'un épisode dans la série télé Air Crash nommé « Cauchemar Afghan » (saison 16 - épisode 10).